# Groisy
 Groisy  es una población y comuna francesa, en la región de Ródano-Alpes, departamento de Alta Saboya, en el distrito de Annecy y cantón de Thorens-Glières.

## Demografía
| 1033 | 1044 | 1207 | 1659 | 2190 | 2605 |
| Para los censos de 1962 a 1999 la población legal corresponde a la población sin duplicidades (Fuente: INSEE [Consultar]) |      |      |      |      |      |